# 布拉提斯拉瓦老城
布拉提斯拉瓦老城指的是斯洛伐克首都布拉提斯拉瓦的歷史中心。布拉提斯拉瓦老城雖然面積不大，但完好保留中世紀時期的城市景觀，擁有布拉提斯拉瓦城堡等重要地標和眾多教堂和文化機構。許多外國大使館和重要政府機構也位於布拉提斯拉瓦老城。

## 外部連結
- Official website （页面存档备份，存于） （斯洛伐克文）